# Frangipane

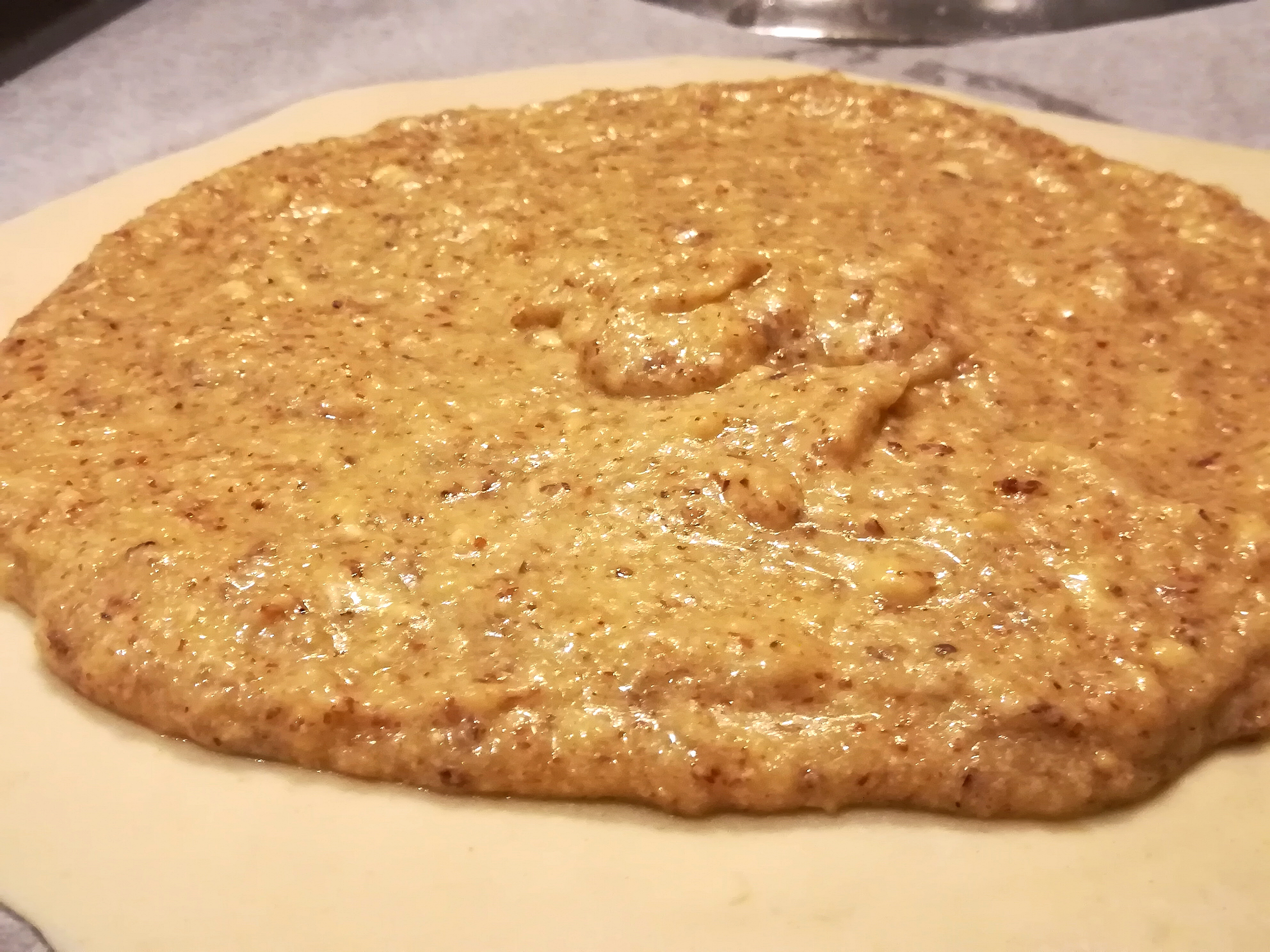
Crema frangipane abans de la cocció.

La frangipane o la frangipana, és una crema emprada en rebosteria, composta de crema d'ametlla i crema pastissera en una proporció 2 a 1 respectivament.

## Origen del nom
El nom frangipane és un terme francès derivat de Frangipani, cognom d'una família de la noblesa italiana. Al segle xvi, un senyor d'aquesta família tenia per costum de perfumar els seus guants amb una olor particular, que va tenir molt d'èxit. Aquest perfum es va utilitzar fins a molt entrat el segle xix, del qual encara es parlava a França de «gants à la frangipane». Per extensió, es va utilitzar el nom d'ençà de la fi del segle XVII per a referir-se a qualsevol producte amb una olor semblant: licors, perfums, cremes o pastissos. D'aquesta manera, al principi del segle xviii francès el nom s'aplicava a un tipus de pastís farcit de crema d'ametlles, i el terme ha anat derivant fins a designar la crema usada per al farciment.
El terme franchipane, mot francès que apareix en un llibre de cuina de 1674, és una forma popular antiga del nom. En francès, el nom comú de l'arbust plumeria és frangipanier, perquè la fragància de les seves flors recordava el perfum de Frangipani.

## Elaboració
Per a la preparació de la crema frangipane cal elaborar una crema d'ametlles, que s'han de pelar abans mitjançant l'escaldament en aigua bullent, per a llevar-ne la pell. Una vegada mòltes, es barregen amb farina, sucre i rovells d'ou per a millorar la consistència final. A part s'elabora una crema pastissera a la qual s'incorpora la crema d'ametlles, remenant-la fins a la completa homogeneïtzació. Una vegada llesta, s'ha de refrigerar diverses hores abans del seu ús, habitualment per a farcir algun pastís.
Si la crema no ha estat enfornada, s'ha de preparar una crema pastissera coent-la a foc molt lent, i sense deixar de batre amb varetes, els ous amb el sucre i la llet amb l'aromatitzant. Una vegada llesta, vetllant que no bulli, es barreja amb la crema d'ametlles i es continua a batre fins a obtenir una crema suau.
Hi ha nombroses variacions de la frangipane, atès que per a simplificar la recepta original molts són els qui es limiten a posar-hi ametlles en pols amb crema pastissera, amb què no s'obté la consistència adequada de l'autèntica frangipane.
La crema es pot enfornar posteriorment, com a farciment d'un pastís com la Galette des Rois francesa. Alguns autors indiquen que si la crema ha estat servida tal qual, sense enfornar-la, es poden usar ametlles torrades que en millorarien la sabor final.

## Avantatges i inconvenients nutricionals
La pols d'ametlles forneix una petita quantitat d'àcid gras insaturat útils en la prevenció de malalties cardiovasculars, així com magnesi, útil per al sistema nerviós i les defenses immunitàries.
La crema pastissera forneix algunes proteïnes, atès que porta ous i llet i permet d'alleugerir el tot reduint la quantitat de mantega necessària. Entre els inconvenients, la quantitat de matèria grassa és prou important (entre 24 i 25 g / 100 g), amb greixos saturats, coneguts per llurs efectes nocius en el sistema cardiovascular quan es consumeixen en excés.